# Senta lá, Cláudia
Senta lá, Cláudia é um meme da Internet brasileiro surgido a partir de uma fala da apresentadora Xuxa no programa da TV Manchete Clube da Criança, em 1984. A fala foi dirigida a Erica Oliveira, na época com 5 anos de idade. É considerado um grande meme brasileiro.